# Lotta libera ai Giochi della XIV Olimpiade - Pesi welter
La competizione della categoria pesi welter (fino a 73 kg) di lotta libera dei Giochi della XIV Olimpiade si è svolta dal 29 al 31 luglio al Earls Court Exhibition Centre a Londra.

## Formato
Ad ogni incontro venivano assegnate le seguenti penalità:
- 0 = Al vincitore per schienata
- 1 = Al vincitore per decisione
- 2 = Allo sconfitto per decisione (1 giudici contro 2)
- 3 = Allo sconfitto per decisione (0 giudici contro 3)
- 3 = Allo sconfitto per schienata

Con cinque penalità o più il lottatore veniva eliminato.

## Risultati
| Legenda                                  | Legenda |
| ---------------------------------------- | ------- |
| Lottatore con 5 penalità o più Eliminato |         |

### 1º Turno
Si è disputato il 29 luglio.
| Vincitore             | Pen. | Risultato | Sconfitto             | Pen. |
| --------------------- | ---- | --------- | --------------------- | ---- |
| Kálmán Sóvári         | 1    | 3:0       | Aleksanteri Keisala   | 3    |
| Dick Garrard          | 1    | 3:0       | Willy Angst           | 3    |
| Yaşar Doğu            | 0    | Schienata | Anant Bhargava        | 3    |
| Abbas Zandi           | 0    | Schienata | Eduardo Estrada       | 3    |
| Jean-Baptiste Leclerc | 1    | 3:0       | Adel Ibrahim Moustafa | 3    |
| Hwang Byeong-Gwan     | 1    | 3:0       | Louis Culot           | 3    |
| Lee Merrill           | 1    | 3:0       | Harry Peace           | 3    |
| Frans Westergren      | 1    | 2:1       | Don Irvine            | 2    |

### 2º Turno
Si è disputato il 30 luglio.
| Vincitore             | Pen. | Risultato | Sconfitto           | Pen. |
| --------------------- | ---- | --------- | ------------------- | ---- |
| Dick Garrard          | 2    | 2:1       | Kálmán Sóvári       | 3    |
| Willy Angst           | 4    | 3:0       | Aleksanteri Keisala | 6    |
| Anant Bhargava        | 4    | 2-1       | Eduardo Estrada     | 5    |
| Yaşar Doğu            | 0    | Schienata | Abbas Zandi         | 3    |
| Adel Ibrahim Moustafa | 4    | 2:1       | Hwang Byeong-Gwan   | 3    |
| Jean-Baptiste Leclerc | 2    | 3:0       | Louis Culot         | 6    |
| Lee Merrill           | 2    | 3:0       | Frans Westergren    | 4    |
| Harry Peace           | 3    | Schienata | Don Irvine          | 5    |

### 3º Turno
Si è disputato il 30 luglio.
| Vincitore             | Pen. | Risultato | Sconfitto             | Pen. |
| --------------------- | ---- | --------- | --------------------- | ---- |
| Kálmán Sóvári         | 4    | 2:1       | Willy Angst           | 6    |
| Dick Garrard          | 2    | Schienata | Anant Bhargava        | 7    |
| Yaşar Doğu            | 0    | Schienata | Adel Ibrahim Moustafa | 7    |
| Frans Westergren      | 5    | 3:0       | Harry Peace           | 6    |
| Jean-Baptiste Leclerc | 3    | 3:0       | Abbas Zandi           | 6    |
| Lee Merrill           | 3    | 3:0       | Hwang Byeong-Gwan     | 6    |

### 4º Turno
Si è disputato il 30 luglio.
| Vincitore    | Pen. | Risultato | Sconfitto             | Pen. |
| ------------ | ---- | --------- | --------------------- | ---- |
| Yaşar Doğu   | 0    | Schienata | Kálmán Sóvári         | 7    |
| Dick Garrard | 2    | Schienata | Jean-Baptiste Leclerc | 6    |
| Lee Merrill  | 3    | Esentato  |                       |      |

### 5º Turno
Si è disputato il 31 luglio.
| Vincitore   | Pen. | Risultato | Sconfitto    | Pen. |
| ----------- | ---- | --------- | ------------ | ---- |
| Lee Merrill | 4    | 2:1       | Dick Garrard | 4    |
| Yaşar Doğu  | 0    | Esentato  |              |      |

### 6º Turno
Si è disputato il 31 luglio.
| Vincitore    | Pen. | Risultato | Sconfitto   | Pen. |
| ------------ | ---- | --------- | ----------- | ---- |
| Yaşar Doğu   | 1    | 3:0       | Lee Merrill | 7    |
| Dick Garrard | 4    | Esentato  |             |      |

### Turno finale
Si è disputato il 31 luglio.
| Vincitore  | Pen. | Risultato | Sconfitto    | Pen. |
| ---------- | ---- | --------- | ------------ | ---- |
| Yaşar Doğu |      | Schienata | Dick Garrard |      |

## Classifica finale
| Pos.    | Atleta                | Nazione       |
| ------- | --------------------- | ------------- |
| Oro     | Yaşar Doğu            | Turchia       |
| Argento | Dick Garrard          | Australia     |
| Bronzo  | Lee Merrill           | Stati Uniti   |
| 4       | Jean-Baptiste Leclerc | Francia       |
| 5       | Kálmán Sóvári         | Ungheria      |
| 6       | Frans Westergren      | Svezia        |
| 7       | Harry Peace           | Canada        |
| 7       | Abbas Zandi           | Iran          |
| 7       | Hwang Byeong-Gwan     | Corea del Sud |
| 7       | Willy Angst           | Svizzera      |
| 11      | Adel Ibrahim Moustafa | Egitto        |
| 11      | Anant Bhargava        | India         |
| 13      | Don Irvine            | Gran Bretagna |
| 13      | Eduardo Estrada       | Messico       |
| 15      | Louis Culot           | Belgio        |
| 15      | Aleksanteri Keisala   | Finlandia     |